# Frente Amplio UNEN
El Frente Amplio UNEN (FAUNEN) fue una coalición política de Argentina de tendencia socioliberal y socialdemócrata. Surgió a través de una alianza electoral de los partidos Coalición Cívica ARI, Proyecto Sur, Libres del Sur, el Partido Socialista, el Partido Socialista Auténtico, la Unión Cívica Radical y el partido GEN.
El partido Coalición Cívica ARI, liderado por Elisa Carrió, y el Frente Cívico de Córdoba, liderado por Luis Juez, abandonaron el frente en noviembre de 2014, para así poder competir en las elecciones primarias junto al candidato de PRO, Mauricio Macri. En marzo de 2015, la UCR, liderada por Ernesto Sanz, también abandonó el frente sumándose al PRO.
La alianza tuvo como potenciales candidatos a presidente en las elecciones de 2015 a Julio Cobos, Hermes Binner, Elisa Carrió, Ernesto Sanz y Fernando Solanas.

## Partidos integrantes
El Frente Amplio UNEN estaba integrado por los siguientes partidos políticos:
| Partido | Partido | Partido                               | Líder               | Ideología                                  | Posición                    |
| ------- | ------- | ------------------------------------- | ------------------- | ------------------------------------------ | --------------------------- |
|         |         | Unión Cívica Radical                  | Ernesto Sanz        | Socioliberalismo Socialdemocracia          | Centro                      |
|         |         | Partido Socialista                    | Hermes Binner       | Socialdemocracia Socialismo democrático    | Centroizquierda             |
|         |         | Partido Socialista Auténtico          | Mario Mazzitelli    | Socialismo democrático Latinoamericanismo  | Izquierda                   |
|         |         | Movimiento Libres del Sur             | Humberto Tumini     | Nacionalismo de izquierda Socialdemocracia | Centroizquierda a Izquierda |
|         |         | Generación para un Encuentro Nacional | Margarita Stolbizer | Socialdemocracia Progresismo               | Centroizquierda             |
|         |         | Movimiento Proyecto Sur               | Pino Solanas        | Socialdemocracia, Ecosocialismo            | Centroizquierda             |

## Antiguos miembros
Miembros que abandonaron la coalición
| Partido | Partido | Partido                                                                  | Líder        | Ideología                              | Posición      |
| ------- | ------- | ------------------------------------------------------------------------ | ------------ | -------------------------------------- | ------------- |
|         |         | Partido Nuevo contra la Corrupción, por la Honestidad y la Transparencia | Luis Juez    | Regionalismo cordobés Socialdemocracia | Centroderecha |
|         |         | Coalición Cívica ARI                                                     | Elisa Carrió | Socioliberalismo Socialdemocracia      | Centro        |

## Elecciones primarias de Argentina de 2013 (Capital Federal)

### Presentación de las presuntas precandidaturas
El 13 de junio de 2013 se presentaron las presuntas precandidaturas para las elecciones primarias de Argentina de 2013. UNEN presentó por ese momento 3 candidaturas. Una parte de la Coalición Cívica ARI, Proyecto Sur, el Partido Socialista y  el Partido Socialista Auténtico propuso a Elisa Carrió como diputada y a Fernando Solanas como senador. Mientras que una parte de la Unión Cívica Radical (Capital Federal), Libres del Sur, el partido PODÉS (Poder para el espacio Social) y otra parte de la Coalición Cívica ARI propuso a Ricardo Gil Lavedra y a Victoria Donda como diputados y a Alfonso Prat-Gay como senador. Y por último, la otra parte de la Unión Cívica Radical (Capital Federal) propuso a Martín Lousteau como diputado y a Rodolfo Terragno como senador.
El 28 de junio de 2013 se presentó otra candidatura para la interna de UNEN. El hijo del expresidente Arturo Illia, Leandro Illia se presentó como precandidato a diputado junto a César Wehbe como precandidato a senador. Ambos forman parte de la Unión Cívica Radical.

### Presentación de las boletas oficiales
El 18 de julio de 2013, Junta Electoral Nacional de la Capital Federal presentó oficialmente las boletas que se iban a utilizar, incluyendo las de UNEN. UNEN presentó 4 boletas:
| Lista            | Partidos integrantes | Principales candidatos                                  |
| ---------------- | --- | ------------------------------------------------------- |
| Coalición Sur    | Parte de la Coalición Cívica ARI, Proyecto Sur, el Partido Socialista y el Partido Socialista Auténtico                              | Senadorː Fernando Solanas Diputadaː Elisa Carrió        |
| Suma +           | Parte de la Unión Cívica Radical | Senadorː Rodolfo Terragno Diputadoː Martín Lousteau     |
| Juntos           | Parte de la Unión Cívica Radical, Libres del Sur, el partido PODÉS (Poder para el Espacio Social) y parte de la Coalición Cívica ARI | Senadorː Alfonso Prat-Gay Diputadoː Ricardo Gil Lavedra |
| Presidente Illia | Parte de la Unión Cívica Radical | Senadorː César Wehbe Diputadoː Leandro Illia            |

### Resultado en las primarias
El 11 de agosto de 2013 se realizaron las elecciones primarias de Argentina de 2013, donde UNEN ganó las elecciones en la Ciudad Autónoma de Buenos Aires (uniendo los resultados de sus propias listas) con el 35,58% de los votos en diputados y el 32,01% en senadores. La lista más votada en la interna fue Coalición Sur. En diputados sacó el 48,5% seguido por Suma + (36%), Juntos (12,9%) y Presidente Illia (2,8%). En senadores, Coalición Sur sacó el 41,4% en la interna, seguido por Suma + (32,8%), Juntos (23,8%) y Presidente Illia (2,1%). En consecuencia, la lista de Coalición Sur junto con la parte de diputados de Suma + (incluyendo a Martín Lousteau y algunos candidatos) se presentó como la lista de UNEN para las elecciones legislativas de Argentina de 2013.

## Elecciones legislativas de Argentina de 2013 (Capital Federal)

### Resultado en las generales
El 27 de octubre de 2013 se realizaron las elecciones legislativas de Argentina de 2013, UNEN obtuvo el 2° puesto. Sacó el 32,23% en diputados, 27,69% en senadores y 24,68% en legisladores porteños. En consecuencia, UNEN obtuvo 5 diputados (Elisa Carrió, Martín Lousteau, Fernando Sánchez, Carla Carrizo y Alcira Argumedo), 1 senador (Fernando Solanas) y 8 legisladores porteños (Gustavo Vera, María Estenssoro, Hernán Arce, Juan Nosiglia, Paula Oliveto Lago, Hernán Rossi, Javier Gentillini y María Gorbea). 